# BARD Engineering
Die BARD Engineering GmbH (ursprünglich BARD Holding) war in der Entwicklung, der Produktion, der schlüsselfertigen Errichtung und dem Betrieb von Offshore-Windkraftanlagen tätig und hatte in Deutschland eine Vorreiterstellung; die aus sieben Unternehmen bestehende Gruppe beschäftigte bis zu 1000 Mitarbeiter.
Im Sommer 2013 stellte das Unternehmen mit BARD Offshore 1 mit erheblicher Verzögerung und unerwartet hohen Kosten den ersten kommerziellen Offshore-Windpark (OWP) in der deutschen Nordsee fertig.
Im November 2013 kündigte das Unternehmen an, den Betrieb des OWP BARD Offshore 1 auf eine neue Betreibergesellschaft (Off-Shore Wind Solutions) zu übertragen und den verbleibenden Geschäftsbetrieb mangels Folgeaufträgen aufzugeben und bis spätestens 2014 abzuwickeln.

## Geschichte

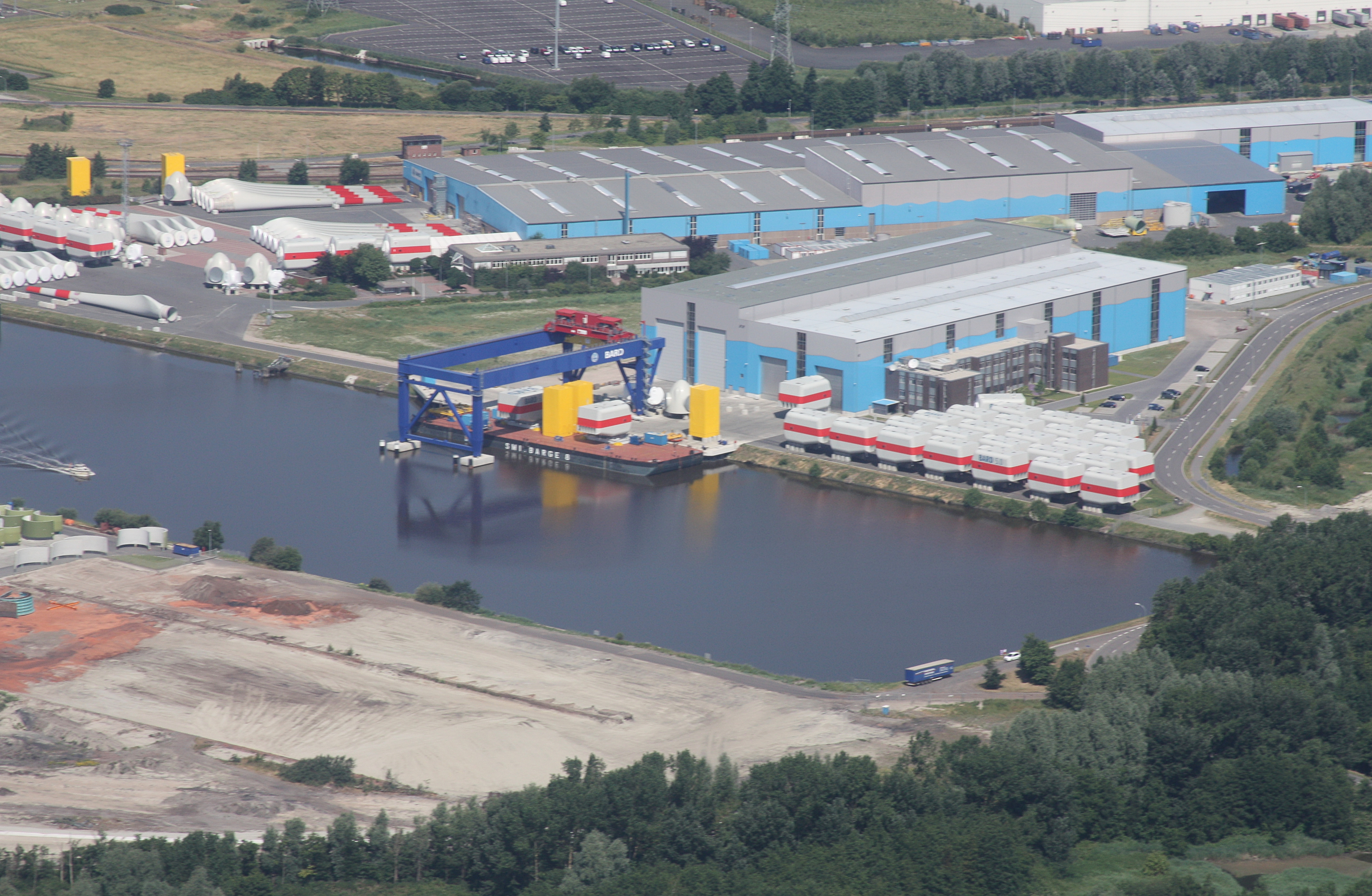
Luftbild des Produktionsstandort Emden (2010)

BARD Engineering wurde im September 2003 mit dem Ziel der Entwicklung und Errichtung von Offshore-Windparks von dem russisch-deutschen Investor Arngolt Bekker, der nach der Auflösung der Sowjetunion in Russland im Energiesektor erfolgreich unternehmerisch tätig war, gegründet. BARD steht für „Bekker Arngolt Russland Deutschland“. Bekker investierte bis 2009 in Emden und Cuxhaven etwa 100 Millionen Euro an eigenen Mitteln.
Vom Ingenieurbüro Aerodyn Energiesysteme in Rendsburg hat sich BARD Engineering eine 5-MW-Windenergieanlage (WEA) entwickeln lassen (BARD 5.0). Diese wurde bis 2012 am Standort Emden vorwiegend aus zugelieferten Komponenten montiert, wobei die Rotorblätter aus eigener Fertigung stammten. Zunächst wurden zwei Prototypen zu Testzwecken beim Windpark Rysumer Nacken bei Emden errichtet. Eine weitere Anlage wurde im Oktober 2008 im ufernahen Onshore-Bereich vor Hooksiel nördlich von Wilhelmshaven auf einem von BARD entworfenen Tripile-Fundament in Betrieb genommen. Ab 2008 befand sich der Windturbinentyp in der Serienfertigung. Im Februar 2011 wurden die Generatorgondeln der Anlagen auf dem Rysumer Nacken durch eine Neuentwicklung mit 6,5 MW Nennleistung ersetzt.
2009 begann die Errichtung des ersten kommerziellen Windparks, BARD Offshore 1, im Bereich der deutschen AWZ der Nordsee. Er ist etwa 60 km² groß und liegt rund 90 km nordwestlich der Insel Borkum. Im Endausbau sollte er eine Leistung von 400 MW erreichen, verteilt auf 80 Windenergieanlagen (WEA) zu je 5 MW. Hohe Kosten, unerwartete technische Schwierigkeiten und wetterbedingte Verzögerungen bei der Errichtung des Windparks führten zu hohen Verlusten und stark wachsenden Finanzierungsbedarf.
Ende 2010 wurden die Unternehmensanteile Bekkers (87 %) vor dem Hintergrund einer drohenden Insolvenz auf einen Treuhänder übertragen; zeitgleich schied Bekker aus dem Unternehmen aus. Im Geschäftsjahr 2011 hatte die Gruppe einen Verlust von 164 Mio. Euro bei einem negativen Eigenkapital von 840 Mio. Euro. Unter einem neuen Management wurde jedoch unter anderem die Finanzierung des Windparks BARD Offshore 1 gesichert.
Im August 2013 wurde der Offshore-Windpark mit ca. zwei Jahren Verspätung über der ursprünglichen Planung eingeweiht.
In der Planung befand sich außerdem ein weiterer Offshore-Windpark mit der Bezeichnung „Veja Mate“. Die Fläche dieses Windparks befindet sich in unmittelbarer Nähe zu BARD Offshore 1, somit auch etwa 90 km nördlich von Borkum und sollte ebenfalls 400 MW leisten. Darüber hinaus wurden weitere Genehmigungsanträge beim Bundesamt für Seeschifffahrt und Hydrographie (BSH) gestellt. Drei Windparks waren zudem im niederländischen Teil der Nordsee vorgesehen.
Im September 2013 wurden drei Offshore-Windpark-Projekte der BARD Engineering in der Nordsee vom ebenfalls im Windenergie-Bereich tätigen Unternehmen PNE Wind für 17 Mio. Euro übernommen.
Im November 2013 kündigte das Unternehmen an, aufgrund fehlender Folgeaufträge und Investoren den Betrieb einzustellen. Rund 300 Mitarbeiter sollen in der neu gegründeten Gesellschaft Off-Shore Wind Solutions (OWS) übernommen werden, deren Aufgabe Betrieb und Wartung des Windparks BARD Offshore 1 sein wird. Auch die Immobilien und Schiffe des Konzerns werden an diese Gesellschaft übergeben.

## Technik

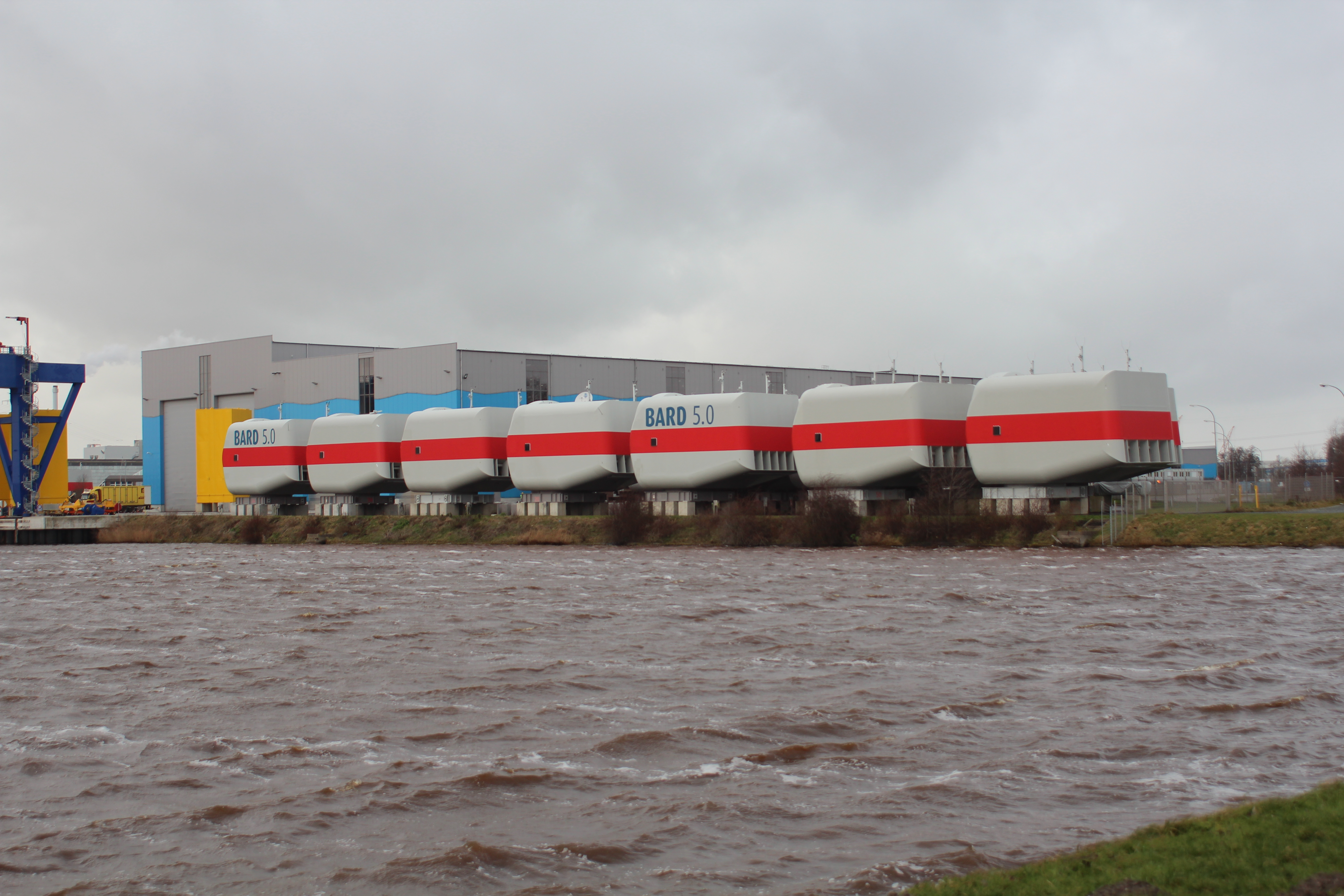
Vorgefertigte Rotorgondeln des Typs BARD 5.0 in Emden

Mit der „BARD 5.0“ fertigte die BARD eine speziell für den Offshore-Einsatz und damit für hohe Windgeschwindigkeiten konzipierte Windkraftanlage. Die Anlage hat eine Nabenhöhe von 90 Meter und einen Rotordurchmesser von 122 Meter und ist konventionell mit einem Getriebe bestückt. Sie erreicht ab 12,5 m/s Windgeschwindigkeit ihre Nennleistung und wird ab 25 m/s abgeschaltet. Eine nach diesem Konzept gebaute Anlage mit einer Nennleistung von 6,5 MW befand sich Ende der 2000er Jahre in der Entwicklung.
Die Prototypen der WEA BARD 5.0 wurden 2007 an Land auf dem Spülfeld Rysumer Nacken an der Knock westlich von Emden aufgestellt und erprobt.
Im Herbst 2008 wurde ein weiterer Prototyp erstmals im Wasser in der Außenjade vor Hooksiel nördlich von Wilhelmshaven installiert. Dabei wurde zum ersten Mal ein BARD-Tripile-Fundament gesetzt. Die erzeugte Energie wird über eine 20-kV-Leitung an die Wilhelmshavener Gas- und Elektrizitätswerke geliefert.
- Die Gondel BARD 5.0 gehört zur 5-Megawatt-Klasse und hat eine Masse von 280 Tonnen. Die Einschaltwindgeschwindigkeit (vin) beträgt 3 m/s, die Nennwindgeschwindigkeit (vr) 12,5 m/s. Die Abschaltwindgeschwindigkeit vout (600 s Durchschnittswert) beträgt 25 m/s, die Abschaltwindgeschwindigkeit vA (1 s Durchschnittswert) 30 m/s. Die Gondel ist auf eine Lebensdauer von 20 Jahren konstruiert.[12]
- Die Nennleistung (elektr. Ausgang) des Generators, eine doppelt gespeiste Asynchronmaschine, beträgt 5.276,2 kW, das Nenndrehmoment (Eingang) 42,9 kNm, die Nenndrehzahl 1.212 min−1. Der Wirkungsgrad bei Nennleistung liegt bei 0,968.
- Das Getriebe besteht aus zwei Planetenstufen und einer Stirnradstufe. Das Übersetzungsverhältnis liegt bei 1:97, die Nennleistung (Eingang) bei 5.630 kW. Das Nenndrehmoment (Eingang) liegt bei 4.300 kNm. Der Wirkungsgrad bei Nennleistung beträgt 0,970.
- Die Rotorblätter, gefertigt aus glasfaserverstärkten Kunststoffen auf Epoxidharz-Basis, haben eine Blattmasse (inkl. Blattanschluss) von ca. 28,5 t und eine maximale Blatttiefe von 5,96 m. Die Nabenmasse (inklusive Pitchlager und Ausrüstung) beträgt ca. 70 t bei einer Nabenhöhe von 90 m,[13] der Rotorkreisdurchmesser 122 m.[14]

Die zur Verankerung auf dem Meeresboden erforderlichen dreifüßigen Fundamente (Tripile-Gründung) sind eine Spezialkonstruktion. Sie werden auf Rammrohren montiert, die ihrerseits etwa 30 Meter tief in den Meeresboden gerammt werden. Die jeweils rund 500 Tonnen schweren Stahlelemente wurden von der zur BARD-Gruppe gehörenden Cuxhaven Steel Construction (CSC) gefertigt.
Für die Versorgungs- und Wartungsarbeiten auf See wurde ein Spezialschiff mit der sogenannten SWATH-Technik entworfen, das auf der Werft Abeking & Rasmussen in Lemwerder gebaut wurde. Für die Errichtung der Windkraftanlagen vor Ort und ihrer Verankerung auf dem Meeresgrund wurde das Errichterschiff Wind Lift I konstruiert und gebaut, das bei Bedarf auf dem Meeresboden stehen und bis auf 45 Meter Höhe ausgefahren werden kann, wodurch ein Arbeiten ohne Welleneinfluss und in ausreichendem Abstand zur Meeresoberfläche möglich wird.

### BARD 5.0
- Nennleistung: 5 MW
- Rotordurchmesser: 122 Meter
- Errichtet wurden 83 Anlagen

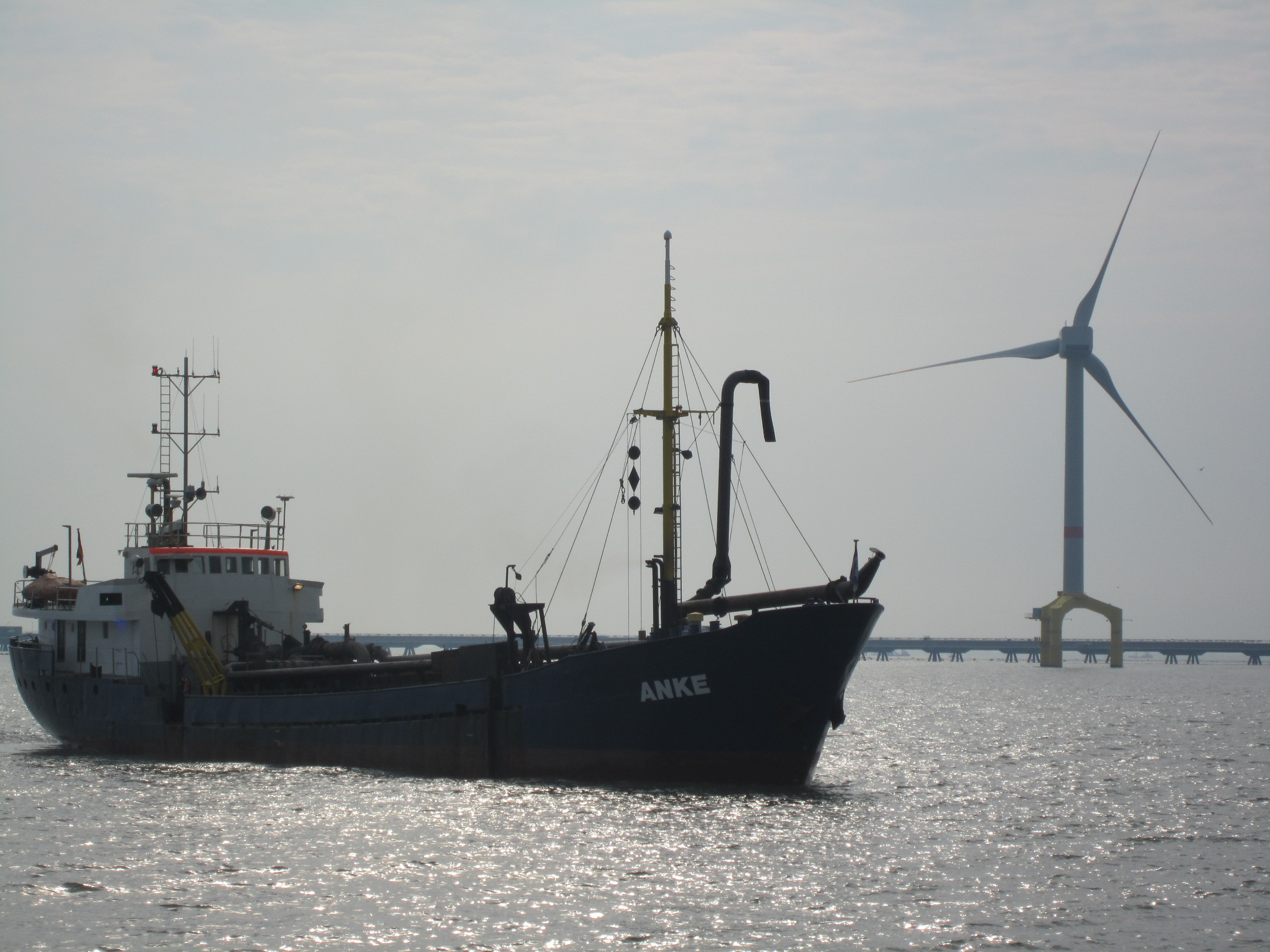
BARD5.0 am Hooksiel (rechts in der Ecke), mittlerweile demontiert

- Prototypen: 2007, Windpark Rysumer Nacken
- Nabenhöhe: 90 Meter
- Max. Drehzahl: 8/min

### BARD 6.5

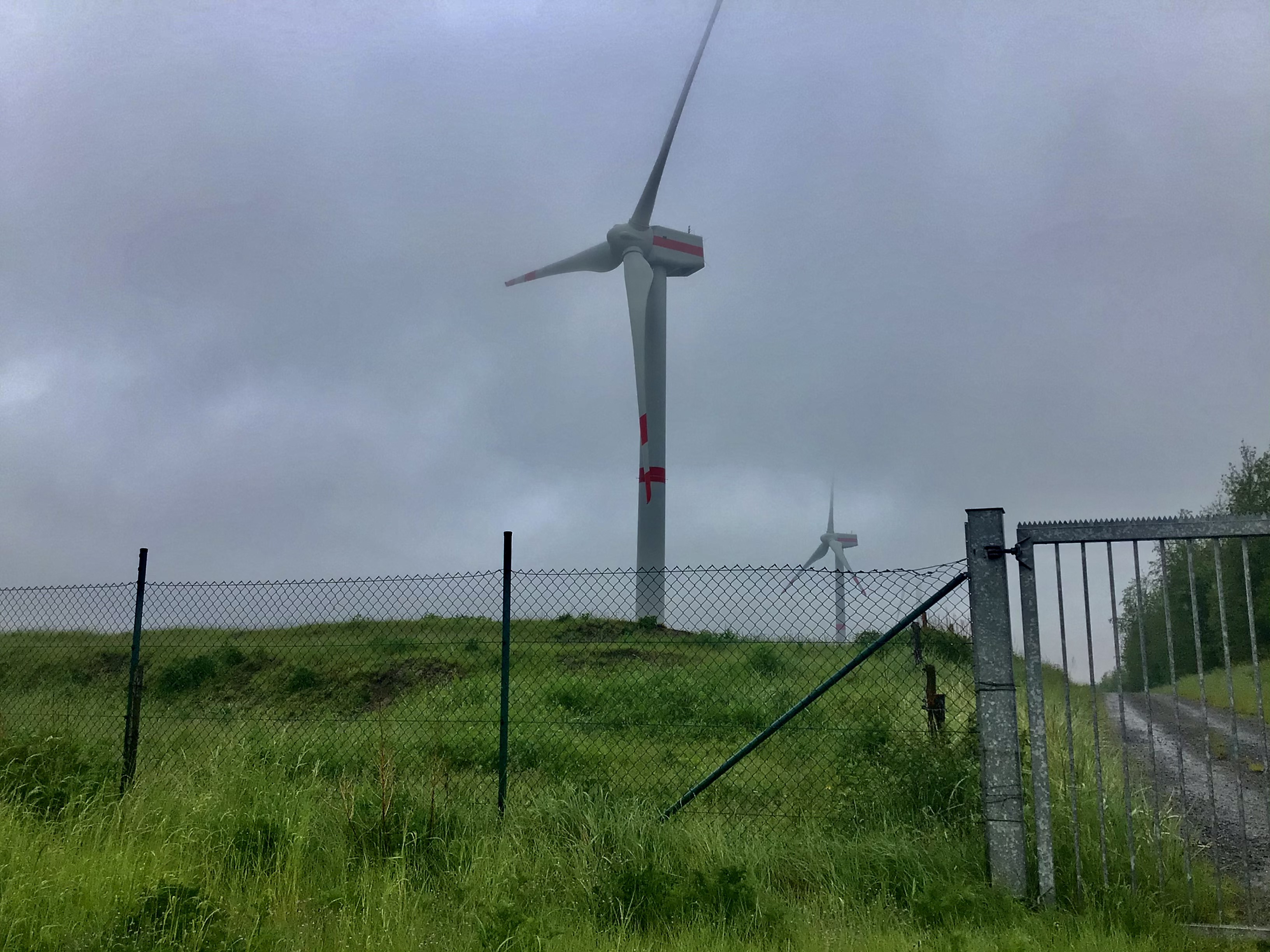
Zwei BARD 6.5 im Windpark Rysumer Nacken im Juni 2021

- Prototypen: 2011, Windpark Rysumer Nacken
- Bisher wurden 2 Anlagen errichtet (Stand 2018)
- Rotordurchmesser: 122 Meter
- Nabenhöhe: 90
- Rotorblätter aus GFK
- Pitchgeregelte Anlage

## Gliederung des Unternehmens

### BARD Emden Energy
Die BARD Emden Energy GmbH & Co. KG in Emden führte mit knapp 400 Mitarbeitern (2009) die Endmontage der Windkraftanlagen des eigenentwickelten Typs BARD 5.0 durch und fertigte selbst die GFK-Rotorblätter. Wegen fehlender Folgeaufträge wurde nach Pressemeldungen die Fertigung im September 2012 geschlossen; ein Teil der Mitarbeiter wurde von anderen Unternehmen der BARD-Gruppe übernommen.

### Cuxhaven Steel Construction

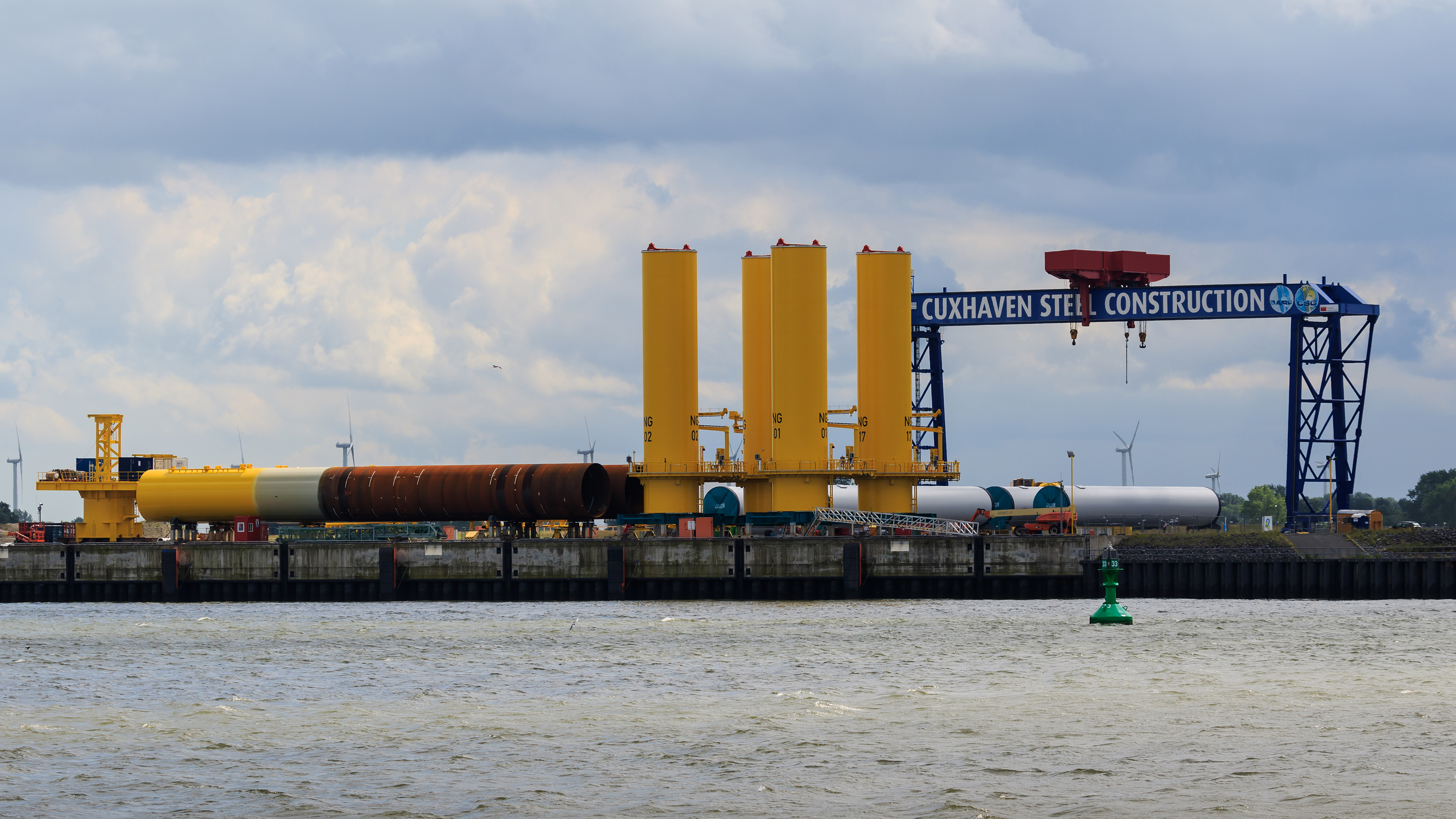
Hafenanlage mit Monopiles in Cuxhaven

Die Cuxhaven Steel Construction GmbH (CSC) betrieb ab April 2008 in Cuxhaven mit ca. 360 Mitarbeitern (2009) die Serienproduktion der von der BARD-Gruppe entwickelten Gründungsstruktur aus Stahl für Offshore-Windkraftanlagen, die sogenannten „BARD Tripile“. Die von Cuxhaven Steel Construction entwickelte und patentierte Trägerstruktur eignet sich für Wassertiefen von 25 bis rund 50 Meter. Stützkreuz und Streben sind aus Flachstahlelementen geschweißt. Die Verbindungszonen von Stützkreuz und den drei Rammpfählen wurden mit Spezialbeton verklebt.
Der Geschäftsbetrieb wurde zum 30. April 2013 eingestellt. Ca. 25 Mitarbeiter kamen in einer anderen BARD-Gesellschaft unter.

### BARD Building
Die BARD Building GmbH & Co. KG übernahm die Installation der Windparks. Für diesen Zweck wurde das Spezialkranschiff Wind Lift I in Auftrag gegeben.

### BARD Service
Die BARD Service GmbH wurde für den Betrieb der Windparks gegründet. Das Unternehmen mit 94 Mitarbeitern (2009) unterhält in Emden eine Betriebs- und Servicezentrale. Im Windpark „BARD Offshore 1“ ist in der Wohneinheit der Umspannplattform rund um die Uhr ein Wartungsteam stationiert, das über den Offshore-Windpark-Tender Natalia Bekker verfügt.

### BARD Logistik
Die BARD Logistik GmbH befasste sich mit allen Transportaufgaben, insbesondere dem Transport des Materials zu den Baufeldern der Offshore-Windparks inklusive der Export- und Importabwicklung, der Bemannung der Schiffe, dem Personaltransfer per Hubschrauber und Boot, dem sogenannten Housekeeping für die BARD-Schiffe und Plattformen sowie der kompletten Ver- und Entsorgung aller Einheiten.